# Kamiakin
Kamiakin (1800-1877) era un cabdill amerindi, fill de Kamoshnite (yakama) i Tsyiyak (palus-spokane), i nebot d'Owhi. Adoptà amb la tribu els costums de les planures i es casà amb una bitterroot salish, cosa que farà augmentar la seva influència. El 1853 aconseguí ser el cap yakama més important i confederà les 14 tribus. El 1855 s'oposà a cedir les terres i acceptar una reserva, encara que Owhi i Teias sí, cosa que provocà la Guerra Yakima (1855-1858). El 1856 hagué d'abandonar els yakima i fou acceptat com a cap dels palus. En acabar la guerra, es va establir en les Tribus Confederades Salish i Kootenai fins al 1860.